# All Is Full of Love
All Is Full of Love is een single van de IJslandse zangeres Björk en is bekend om zijn videoclip. Het lied is afkomstig van het album Homogenic uit 1997.

## Videoclip
De videoclip van All Is Full of Love heeft o.a. een MTV award gewonnen voor beste videoclip. In de videoclip zijn twee robots te zien die van elkaar houden en elkaar zoenen. De robots zouden beiden vrouwelijk zijn. De clip is geregisseerd door Chris Cunningham.

## Uitgave
De single is uitgegeven als cd-single met vijf remixes en op dvd-single.
- cd-single

1. video version
2. funkstorung exclusive mix
3. strings
4. album version
5. plaid mix
6. guy sigsworth mix

- Dvd-single

1. video version
2. funkstorung exclusive mix
3. strings

All Is Full of Love is ook uitgegeven op het Greatest hits album van Björk uit 2002.